# 小堺翔太
小堺 翔太（こさかい しょうた、1986年12月9日 - ）は、日本のフリーアナウンサー、タレント。
東京都出身。タイムリーオフィス・アナウンス部所属。
父はタレントの小堺一機。妹が2人いる。

## 来歴
帝京大学文学部社会学科卒業。
大学時代は放送研究会に所属し、学園祭の司会や世田谷のコミュニティFM「エフエム世田谷」で番組を制作するなどしていた。大学2年の時に、父と関根勤がパーソナリティを務めるラジオ『コサキンDEワァオ!』（2007年1月6日放送）に初出演し、親子共演が実現している。当初はアナウンサー志望ではなかったが、就職活動の時期になってアナウンサーになりたいという思いが高まり、東京アナウンスアカデミーに大学4年の1年間通った。
2011年に「トヨタレンタリース埼玉」のCMでデビューし、主にテレビ埼玉や日野ケーブルテレビ、千葉テレビ放送など首都圏ローカル局での活動を中心に行っている。2013年からグリーンチャンネル『中央競馬全レース中継』のキャスターを担当している。
2014年、NHK大河ドラマ『軍師官兵衛』に織田信長の次男・織田信雄役で出演し、ドラマデビューした。
父が有名芸能人であるが良い思いをしたことはあまりなく、「むしろ悲しい思い出の方が多い」という。子供の頃に父は“昼の顔”として『ライオンのごきげんよう』で大活躍だったが、小学校に通っていたとき“小堺の息子がいるぞ”と騒ぎになり、上級生から「おいサイコロ！サイコロ！」と呼ばれていた。自宅に女優やタレントが遊びに来ることもなく、初めて見た芸能人は父といつも一緒にいた関根勤だった。

## 競馬
競馬との出会いは5歳の時で、たまたまテレビで競馬中継を観たのがきっかけだった。記憶に残る一番古いレースは1992年の有馬記念で、人気のなかったメジロパーマーが逃げ切ったのをテレビで観ていた。父はギャンブルを全くやらなかったが、ウインズ後楽園近くの店で板前をしていた祖父が競馬好きで馬券をよく買っていた。初めての競馬生観戦は祖父に連れられ行った中山競馬場で、1994年の中山金杯の時だった。
一番好きな馬としてナリタトップロードを挙げている。レースだけでなく、主戦騎手だった渡辺薫彦と沖芳夫調教師の師弟関係のドラマに惹かれていったという。「なかなか勝ちきれないところがありましたね。ボク自身がそういうところがあるからか、そういう馬につい肩入れしてしまいます。期待されながらも皐月賞、ダービーと勝てなくて、最後の菊花賞を勝ったときは自分のことのように嬉しかったですね」と語っている。
好きな騎手は福永祐一。エイシンプレストンとのコンビの頃から応援し、福永がダービージョッキーになるときは、絶対に単勝馬券を買うと誓っていた。2018年のダービーで「その時が来た」と思いワグネリアンの単勝馬券をドンと買い、単勝10倍以上つき、これまでで一番の会心の馬券になったという。

## 出演番組

### テレビ番組
- 彩の国ニュース ほっと（テレビ埼玉）：リポーター
- くらしの探索II→くらしの探索III（千葉テレビ放送）：リポーター
- デイリーひの（日野ケーブルテレビ）：水曜日担当キャスター
- NHK高校講座 数学I（2012年4月 - 2015年3月、NHK Eテレ）：司会
- ほっと@アジア（2012年4月‐2013年3月、NHK BS1）：月曜-火曜日担当キャスター[8]
- 中央競馬全レース中継（2013年1月 - 、グリーンチャンネル）：土曜午後担当キャスター（〜2018年）→日曜午前担当キャスター（2019年〜）
- 小堺翔太ほっこり街探（2013年4月 - 10月 、千葉テレビ放送[9]）
- あさイチ（2014年4月 - 2017年3月 、NHK総合）：「ピカピカ☆日本」リポーター
- ニッポン未来予想図 -MADE IN JAPAN-（2014年10月 - 、JFN）：パーソナリティ
- 日本列島ダービーの旅（2017年7月7日 - 、グリーンチャンネル）
- 鉄道紀行 ニッポンぶらり鉄道旅 第120回 (2018年2月8日、NHK BSプレミアム) - 旅人
- アタック!地方競馬（2019年4月6日 - 、グリーンチャンネル）：MC
- 魅力まるごと いまドキッ!埼玉（2017年4月 - ）:リポーター
- 情報番組 マチコミ（テレビ埼玉、小堺翔太のファンタスティック浦和競馬ガイドコーナー担当、2017年4月 - 2023年3月）
- 浦和競馬ジョッキー座談会！！（テレビ埼玉、進行、2020年11月 - 2021年3月）[10]
- 浦和競馬　注目レース大討論会！！（テレビ埼玉、進行、2021年6月 - ）[11]

### テレビドラマ
- 大河ドラマ『軍師官兵衛』（2014年、NHK）：織田信雄 役

### ラジオ番組
- OTOBAKO〜いつも心に音楽を〜 （2018年4月 - JFN系列）※第一週、第三週を担当
- Salus all in one（2018年10月 - FMサルース）※火曜日担当
- Oh!
happy morning（JFN系列）※蒲田健の代演
- 小谷大輔のsynchro night（FMサルース）※不定期ゲスト
- デイリーフライヤー（JFN系列）※井門宗之の代演
- となりのカイシャに聞いてみた！supported byオリックスグループ(2023年10月 - JFN系列)

### その他
- オーディオブック『教団X』（2016年10月27日、FeBe） - 楢崎透 役（声の出演）[12]
- ヨルノヲケイバ（高知競馬場YouTube番組）
- ウマきゅん（大井競馬場YouTube番組）